# Школски штрајк за климу
Школски штрајк за климу (швед. Skolstrejk för klimatet) или Петком за будућност (енгл. Fridays for Future, FFF) је међународни покрет ученика и студената који излазе са часова петком како би учествовали у демонстрацијама са захтевом да политичари предузму хитне мере против убрзаних климатских промена.
Покрет је започела шведска ученица Грета Тунберг тако што је изашла испред шведског Рикстага (парламента) са транспарентом "Skolstrejk för klimatet" („Школски штрајк за климу“) у августу 2018. године.
Од тада су се покрету придружиле земље са свих континената.
Глобални штрајк 15. марта 2019. године је окупио приближно 1,5 милиона штрајкача. Било је организовано преко 2200 штрајкова у 130 земаља. Следећи глобални штрајк је одржан 24. маја 2019. године тако да би се одиграо истовремено са изборима за европски парламент 2019. Тада се одржало 2500 догађаја у 137 земаља.
Током глобалне недеље за будућност између 20. и 27. септембра 2019. године је одржано 4500 штрајкова у 150 земаља са преко 6 милиона учесника. Климатски штрајк 20. септембра, у петак, је окупио на протесте широм света преко 4 милиона штрајкача од којих су многи били ученици основних и средњих школа. Највећи број учесника је био у Немачкој са 1.4 милиона штрајкача.

## Подршка научника
Преко 3500 научника и научница је 31. јануара 2019. године потписало отворено писмо како би подржали школске штрајкове у ком кажу: „Као научници и на основу научних чињеница тврдимо: климатски активисти су у праву!“. У писму се инсистира на томе да је сада време да се ограничи емитовање гасова који проузрокују ефекат стаклене баште како би се глобално загревање ограничило на максимално 2 °C. Након тога, у фебруару, је писмо са сличном поруком потписало 350 научника из Низоземске , 224 научника из Уједињеног краљевства  и касније, у марту, 1200 научника из Финске који су рекли да је „експлоатација планете занемаривање наше деце“.
Група научника и научница из Немачке, Аустрије и Швајцарске су основали иницијативу Научници за будућност (енглески: Scientists for Future (S4F)) како би подржали покрет штрајкова за климу.
Римски клуб је 14. марта 2019. године издао званично саопштење у знак подршке Грети Тунберг, штрајкова и штрајкача апелујући на владе широм света да се одазову овом позиву младих и смање глобалне емисије угљен-диоксида.
У априлу 2019. у часопису Science je било објављено писмо са насловом „Забринутост младих штрајкача је оправдана“. Писмо у ком се каже да је брига климатских активиста и штрајкача „оправдана и подржана најбољом науком на нашем располагању“ је потписало преко 3000 научника и научница широм света.

## Петком за будућност у Србији
Први Школски штрајк за климу је у Србији одржан 5. априла 2019. године у Београду са три основна захтева који с од тада не мењају:
- објављивање чињеница — због недостатка информација о стању животне средине у Србији
- хитна климатска акција — потреба да Србија донесе план за борбу против климатских промена
- увођење еколошког образовања — неопходност да на свим нивоима образовања повећава информисаност о стању животне средине, као и да се развијају вештине за њено очување.[17][18]

Следећи, други по реду штрајк у Београду је био одржан 24. маја 2019. године. 
Током глобалне недеље за будућност, 20. септембра, у Београду је била одржана протестна шетња од Теразијске чесме, преко Студентског трга и до Трга Републике. У сарадњи са Зеленом омладином Србије су одржана предавања и говори о климатским променама и последицама истих. Учесници су већином били ученици и ученице основних и средњих школа. 
Петком за будућност штрајкови су одржавани jeдном или више пута у 5 места Србије: Београд, Бачка Топола, Нови Пазар, Нови Сад, и Чачак